# Niederdreisbach
 Niederfischbach là một đô thị thuộc huyện Altenkirchen, trong bang Rheinland-Pfalz, phía tây nước Đức. Đô thị Niederdreisbach có diện tích 14,48 km², dân số thời điểm ngày 31 tháng 12 năm 2006 là 4880 người.